# Bad Friedrichshall-Jagstfeld
Bad Friedrichshall-Jagstfeld – stacja kolejowa w Bad Friedrichshall, w kraju związkowym Badenia-Wirtembergia, w Niemczech. Znajdują się tu 4 perony.